# Gunpla
Gunpla (tiếng Nhật: ガンプラ, đọc là găn-pla) là từ viết tắt của "Gandamu no Puramoderu", nghĩa là "mô hình nhựa Gundam" (Gundam Plastic Model). Từ này được dùng để chỉ loại đồ chơi mô hình lập thể bằng nhựa có đề tài là các loại Robot được gọi là Mobile Suit và Mobile Armour và các loại chiến hạm xuất hiện trong series Anime Gundam mà đại biểu là tác phẩm "Kidō Senshi Gandamu" (chiến sĩ cơ động Gundam). Tuy nhiên, danh từ Gunpla thường được dùng để chỉ mô hình Gundam được lắp ráp từ các mảnh nhựa đúc sẵn hơn là chỉ bản thân mô hình Gundam. Vì vậy, ngoài các loại mô hình được hình thành từ việc người dùng lắp ráp từ các mảnh nhựa, còn có dòng mô hình HCM Pro được nhà sản xuất lắp ráp sẵn và nó được xem như một kiểu Gunpla đã hoàn thiện sẵn. Bộ mô hình nhựa được gọi là Model kit, bao gồm nhiều mảnh nhựa rời được gọi là part (bộ phận), khi lắp ráp các part lại với nhau sẽ được mô hình hoàn chỉnh. Các mảnh nhựa rời này được gắn trên khung nhựa gọi là runner. Mỗi một hộp sản phẩm Gunpla bao gồm nhiều runner và các phụ kiện liên quan, một tập sách nhỏ (booklet) giới thiệu sơ lược về mẫu Gundam trong hộp và hướng dẫn cách lắp ráp.
liên kết=Special:FilePath/SD Gunpla.jpg
Một hộp Gunpla với runner và booklet hướng dẫn
Hãng sản xuất, bán mặt hàng đồ chơi này là Bandai, công ty mẹ của Sunrise, một hãng làm phim Anime và là nơi khai sinh ra Gundam. Trong khi đó, bản thân từ "Gunpla" lại là thương hiệu đã đăng ký của Sōtsu, hãng nắm giữ bản quyền của series Gundam trong tay.

## Trào lưu Gunpla
Mẫu Gunpla đầu tiên được bán ra thị trường Nhật Bản là vào tháng 7 năm 1980, sau khi đài truyền hình phát sóng bộ phim Anime "Kidō Senshi Gandamu". Thoạt đầu, nó không có gì nổi bật so với các loại đồ chơi mô hình Robot dành cho trẻ em thời kỳ đó, nhưng sau đó, một số modeller đã độ lại các mẫu Gundam này và được giới thiệu trong "How to build Gundam", một số riêng của tạp chí Hobby Japan. Ngay lập tức, phong trào chơi mô hình Gundam trở nên thịnh hành trong giới học sinh tiểu học và trung học.
Năm 1981, khi tạp chí Manga Comic BonBon ra đời cũng đã liên tục đăng tải hình ảnh Gunpla lên trang bìa của mình và điều này cũng góp phần đẩy nhanh sự phổ biến của Gunpla. Đồng thời, tạp chí Manga Terebi kun cũng đăng tải Gunpla trên các số của mình.
Gunpla được đánh giá là loại mô hình nhựa bán chạy nhất từ trước đến nay ở Nhật Bản và là nhân tố chính đưa hãng Bandai lên vị trí hàng đầu trong các hãng sản xuất đồ chơi mô hình. Các mẫu Gunpla ban đầu có tỷ lệ 1/144, có giá khá rẻ so với các mẫu siêu hợp kim (một mẫu có Gunpla có giá 300 en) nên các cửa hiệu bán mô hình thường xuyên ở tình trạng hết hàng. Vì vậy báo chí đương thời thường phê bình là "chiến sĩ cơ động Gundam nhưng bán hàng lại không cơ động".
Vào ngày 24 tháng 1 năm 1982 đã xảy ra một sự cố cho thấy việc Gunpla trở thành một hiện tượng trong xã hội Nhật Bản. Một siêu thị trong hệ thống siêu thị Daiei ở tỉnh Chiba khi vừa mở cửa đã đón chừng 250 học sinh tiểu học, trung học đổ xô đến để mua Gunpla. Nhóm học sinh này đã xô đẩy nhau trên thang cuốn và sự cố này đã trở thành vấn đề của xã hội đương thời. Nguyên nhân của sự việc này là cung không đáp ứng đủ cầu và việc này đã khiến thái độ nghi hoặc về việc "điều chỉnh sản xuất" của Bandai trở nên mạnh mẽ. Để tránh làm tổn thương hình ảnh và cũng để bảo đảm dây chuyền sản xuất Gunpla, lúc đó Bandai đã cho dừng dây chuyền sản xuất các mô hình tỷ lệ khác. Đây cũng là động thái của Bandai nhằm ứng phó với mối nghi hoặc từ người tiêu dùng cho rằng Bandai cố tình tạo ra tình trạng khan hiếm Gunpla để bán kèm với các loại mô hình tỷ lệ, buộc người mua phải mua mô hình mình không thích kèm với Gunpla.
Tình trạng cung không đáp ứng đủ cầu khiến các cửa hàng bán Gunpla vừa và nhỏ luôn ở trong tình trạng hết hàng. Tình trạng này cũng được báo đài liên tục đề cập như kích thích thêm nhu cầu mua Gunpla của trẻ em. Cũng có nhiều ý kiến phẫn nộ cho rằng Bandai đã cố ý "dìm hàng" để tạo ra tình trạng này, nhưng trên thực tế thì lượng đặt hàng đã vượt quá khả năng sản xuất của họ. Để tăng thêm số chuyền sản xuất Gunpla thì cần phải đổ thêm nhiều vốn, tăng nhân số và cũng phải tính đến rủi ro nhiều mặt nên về mặt vật lý, Bandai đã mất khả năng đáp ứng nhanh chóng cho tình trạng hết hàng này. Để xoa dịu dư luận, Bandai đã mượn các phương tiện truyền thông để công khai hình ảnh công nhân của mình đóng hàng cật lực tại nhà máy và hình ảnh sản phẩm sau khi đóng gói được chất lên xe tải phân phối đến các cửa hàng trên toàn quốc. Nhờ vào động thái này mà dư luận cũng tạm lắng dần.
Đương thời, các hãng sản xuất mô hình quân sự (chiến xa, chiến hạm...) hình thành trước thời Gunpla cũng hồi hợp theo dõi tình hình hết hàng của Gunpla. Khi nhận được đơn đặt hàng gia công Gunpla thì nhiều hãng đã ngửa mặt mà than rằng: "cuối cùng thì Gundam cũng đã mò đến chốn này".
Thừa dịp Gunpla luôn ở trong tình trạng khan hiếm, nhiều loại mô hình có bao bìa, tên gọi gần giống Gundam như Mobile Force Gungal cũng như các đối thủ của Gunpla cũng dần xuất hiện. Trong dịp này, các loại binh khí khác ngoài Gundam xuất hiện trong series Anime cũng như các series khác của hãng phim Sunrise như "Mecha chiến đấu Xabungle", "Thánh chiến sĩ Dunbine", "Trọng chiến cơ El-gaim"...cũng được chế kit nhựa.
Sau thời kỳ khan hiếm hàng, Gunpla đã có được một bộ rễ khá vững chắc và trở thành một hiện tượng xã hội tại Nhật Bản. Về sau, mỗi một series Anime về Gundam ra đời là lập tức Bandai cũng tung ra kit nhựa của các mẫu người máy xuất hiện trong phim. Ngoài ra cũng có nhiều mẫu cũ được thiết kế lại, tái sản xuất. Một dấu mốc trong trang sử Gunpla là sự ra đời của các loại mô hình cao cấp MG (Master Grade), HG (High Grade) vào giữa thập niên 90. Ngày nay, Gundam không chỉ được bày bán ở các cửa hiệu mô hình, cửa hàng đồ chơi mà còn xuất hiện trong các cửa hàng điện gia dụng cũng như có mặt tại nhiều nước bên ngoài Nhật Bản. Tính đến thời điểm tháng 3 năm 2010, đã có hơn 4 tỷ mô hình Gunpla được bán ra.
Do giá dầu tăng nên Gunpla có khuynh hướng ngày càng tăng giá. Từ ngày 27 tháng 2 năm 2008, Bandai đã công khai việc thử nghiệm mức giá mới mà theo đó, từ tháng 5 trở đi thì giá của các sản phẩm dòng HGUC và MG sẽ tăng 10~20% so với trước đây. Tuy nhiên đây không phải là đồng loạt tăng giá mà chỉ tăng áp dụng đối với mô hình được tái sản xuất, nhưng tính đến thời điểm tháng 2 năm 2011 thì việc tăng giá vẫn chưa được áp dụng. Về series Gundam 00 bộ phận quảng cáo của Bandai cho rằng sẽ điều chỉnh giá bán vì có thêm nhiều part cũng như booklet mới. Tương tự, dòng Gunpla
SD Gundam khi được tái bản từ tháng 9 năm 2008 trở đi sẽ có giá cao hơn phiên bản đầu chừng 100~200¥ en.

## Chủng loại Gunpla
Đối với các loại mô hình nhựa thông thường thì cần phải dùng chất kết dính để cố định part và sơn lên đó để có được màu sắc mong muốn, nhưng từ năm 1988 trở đi thì Gunpla đã có một bước đột phá là người chơi không cần phải dùng keo dán và sơn mà vẫn lắp ráp được mô hình với màu sắc như trong Anime. Bandai đã có một loại cải cách nhằm hướng đến những người không quen với việc lắp ráp mô hình và giới trẻ như việc lắp ráp không dùng keo, chỉ dùng kiểu lắp ráp snap-fit (lợi dụng tính đàn hồi, tính ma sát của các part nhựa để cố định chúng với nhau) và các part nhựa đã có sẵn màu. Ngoài ra, đối với tầng lớp fan của Gunpla từ trước thì Gundam còn cho ra đời các dòng sản phẩm cao cấp như MG. Các dòng Gunpla đắt tiền này cũng sử dụng phương pháp snap-fix, lắp ráp không dùng keo, nhưng cũng chừa chỗ cho họ sơn vẽ, "độ" để mô hình hoàn thành đẹp hơn. Và kể từ series Gyakushū no Shā thì một phần khớp của mô hình được cố định bằng ốc vít. Về phần sơn thì đối với từng bộ kit, GSI Creos còn phát hành các loại sơn Gundam Color và Gundam Marker dưới dạng bút để nhắm đến đối tượng trẻ tuổi, ít có kinh nghiệm trong lãnh vực mô hình.
Về tỷ lệ thì Gunpla có ba loại chủ yếu như dưới đây nếu lấy mẫu Gundam trong Anime cao 18m làm chuẩn
- 1/144 mô hình cao chừng 12.5 cm
- 1/100 mô hình cao chừng 18 cm
- 1/60 mô hình cao chừng 30 cm

Trong số này, các Gunpla đầu tiên có tỷ lệ 1/144 và tỷ lệ này trùng khớp với tỷ lệ chuẩn quốc tế nên nó được sử dụng đến bây giờ. Đương thời, mô hình các nhân vật Anime không thống nhất theo tỷ lệ nào cả, nhưng Bandai đã thống nhất tỷ lệ đối với Gunpla và đó cũng là một nhân tố chính trong sự thành công của Gunpla. Ngoài ra, việc phân loại tỷ lệ cũng giúp phân định được mức độ tinh xảo cũng như giá thành của Gunpla.
Bởi vì Gundam là loại vũ khí không tồn tại trong thực tế nên theo từng series, từng tỷ lệ lại có những chi tiết khác nhau. Chẳng hạn, Gundam RX-78-2 là mẫu đại diện cho series Gundam cũng có rất nhiều kit ở các dòng như kit cũ (1/144, 1/100/, 1/60 và 1/72), MSV, HG, MG, PG, FG, HGUC, HG ver.G30th, Mega Size Model và RG.

### Dòng kit dựa theo series
Là dòng kit được phát hành có chủ đề bám theo các series Anime được chiếu trên truyền hình. Các dòng kit này thường được đặt theo tên của series Anime tương ứng và khác với các dòng kit cao cấp sau này, dòng kit này không có cấp độ (grade). Đối với các series trên truyền hình thì có các dòng kit 1/144 với giá trung bình chừng 300~600¥ en và các dòng 1/100, 1/60 với giá chừng 700~3000¥ en. Riêng đối với series OVA thì chỉ có dòng kit 1/144 tương ứng và giá cả dao động từ 500~1000¥ en. Ngoài ra Bandai còn phát hành các dòng kit nhựa của MSV (Mobile Suit Variation) và Gundam Sentinel với nhiều mẫu mã phong phú. Một điều thường thấy ở các dòng kit này là nhà sản xuất tập trung vào các kiểu Gundam xuất hiện ở đầu series Anime và thường không mấy tập trung hay bỏ qua, không sản xuất những kiểu người máy xuất hiện vào cuối series.

### Dòng kit cũ
Là tên gọi dòng kit nhựa được phát hành trước thập niên 1990, trước khi Bandai áp dụng kỹ thuật phun màu vào nhựa trong khi thành hình (thành hình là thuật ngữ của ngành tạo hình, chỉ việc đúc, ép nguyên liệu thành hình dạng) Gunpla (System Injection). Dòng kit này có giá chừng 300 en và part đơn sắc, không nhiều màu sắc như các dòng HG, MG sau này nên nếu muốn có được màu sắc như trong Anime thì cần phải sơn. Và mãi đến thập niên 80 thì kỹ thuật snap-fix mới ra đời nên khi ráp dòng kit cũ này cần phải dùng đến chất kết dính, vì vậy Bandai luôn đóng kèm một gói keo dán trong từng hộp Gunpla. So với các dòng cao cấp sau này như HG và MG thì dòng kit cũ này có khớp kém linh hoạt hơn, phạm vi cử động của khớp cũng hẹp hơn và thường mắc nhiều lỗi thiết kế. Ban đầu, tên gọi "kit cũ" được dùng để chỉ chung các loại mô hình Robot xuất hiện trong Anime, các siêu anh hùng trong chương trình Tokusatsu do Bandai sản xuất và Gundam được xếp ở vị trí thứ 4 trong bộ "Best Collection". Nhưng kể từ sau dòng MSV thì Gunpla trở thành một nhãn hiệu độc lập với các loại mô hình khác và trong số dòng kit cũ này, có một số mô hình được sơn sẵn màu cần thiết và được bán dưới dạng phiên bản đặc biệt trong dịp kỷ niệm 10 năm sản xuất Gunpla.
Từ năm 1988 trở đi thì kỹ thuật thành hình part nhựa có sẵn màu được áp dụng, vì vậy các mẫu cần phải sơn ngày càng ít dần.
So với các dòng kit MG và PG sau này có cấu tạo khung thì dòng kit cũ có cấu tạo lớp, bên trong rỗng (tiếng Nhật: monaka) nên dòng kit này cũng còn được gọi là Monaka-kit. Kiểu cấu tạo này cho phép người chơi chỉnh sửa, độ chi tiết cho mô hình khá dễ dàng.

### Dòng Real Type
Khuynh hướng chủ yếu của Gunpla thời kỳ đầu, khi các mẫu "độ" Gundam được đăng tải trong cuốn "How to build Gundam" là việc sơn phết bằng màu sắc ngụy trang theo màu của môi trường để đánh lừa quân địch. Khuynh hướng này cũng ảnh hưởng mạnh đến thương phẩm của Bandai và dòng kit này được gọi là Real Type và gồm 7 chủng loại là Gundam, Zaku, Zaku cũ, Dom, Guncannon, Jimu và Gelgugu. Tất cả đều có tỷ lệ 1/100, được thành hình theo kiểu kit cũ nhưng được dán thêm nhiều miếng decal thay sơn. Những miếng decal thường thấy ở các dòng kit cao cấp sau này có nguồn gốc từ dòng Real Type này.

### Dòng FG (First Grade)
Khi các series Gundam mới ra đời trên truyền hình thì Bandai cũng cho ra đời các dòng Gunpla tương ứng với giá cao, trong khi đó thì khuôn thành hình của dòng kit cũ rẻ tiền ngày càng hao mòn và lượng sản xuất cũng ít dần, dẫn đến việc khan hiếm kit cũ. Dòng FG ra đời trong bối cảnh như vậy để đóng vai trò thay thế dần kit cũ và hướng đến đối tượng mới nhập môn Gunpla. Từ năm 1999 đến năm 2000 đã có các loại Gundam, Zaku II được bán ra với tỷ lệ 1/144. Dòng FG này được thành hình đơn sắc, các khớp không dùng nhựa poly cap và có thiết kế giống kit cũ nhưng lại sử dụng kỹ thuật ráp snap-fix của các dòng kit sau này. Giá của dòng FG này là 300 yen chưa bao gồm thuế.
Từ ngày 11 tháng 12 năm 2006, công ty thực phẩm Ezaki Glico tung ra thị trường một loại chocolate mang tên "Pocky Gunpla Pack" mà theo đó, trong mỗi hộp chocolate Pocky của họ, khách hàng sẽ được tặng một mô hình Gundam. Vì vậy từ đó Gunpla cũng xuất hiện trong các cửa hàng tiện lợi (Kombini) vốn không bán mô hình.
Vào năm 2007, Bandai tung ra thị trường dòng kit "FG Gundam 00" với 4 kiểu Gundam xuất hiện trong series "Kidō Senshi Gandamu 00". Tuy là FG nhưng dòng này áp dụng kỹ thuật thành hình có màu sắc cho part và các khớp được chế từ nhựa Poly cap, cử động được chứ không cố định như dòng "1/144 Collection". Ban đầu, dòng này được sản xuất nhắm đến đối tượng là học sinh tiểu học, nhưng doanh số bán được không khả quan nên không được triển khai thêm.

### Dòng kit HG (High Grade)
Là dòng kit được phát hành kể từ dịp kỷ niệm 10 năm ngày phát hành Gunpla, có tỷ lệ 1/144 và được thành hình với kỹ thuật đa sắc nên chỉ cần dán thêm decal là đã có được mô hình với màu sắc như trong Anime mà không cần sơn phết thêm. Đây là dòng kit ở vị trí trung gian, nằm giữa dòng kit giá rẻ và dòng kit đắt tiền và có nhiều mẫu Gundam chưa từng xuất hiện ở các dòng khác (chừng 1000~1500¥ en). Đây cũng là dòng có tính sưu tập cao nhất vì giá cả không đắt, độ chi tiết cao hơn các dòng kit cũ và có nhiều kiểu mẫu ăn theo các series Anime trên truyền hình. Bốn mô hình đầu tiên của dòng kit này là Gundam, Gundam Mk-II, Z Gundam và ZZ Gundam, tất cả đều được bán ra thị trường từ năm 1990 đến năm 1991. Vì áp dụng kỹ thuật thành hình đa sắc nên khuôn thành hình của dòng kit này dễ bị hư hại, HG là dòng đầu tiên trong lịch sử Gunpla được công bố là có mẫu tuyệt bản, không thể sản xuất thêm được nữa.
Dòng HG này bao gồm nhiều series như HG FIGHTING ACTION, HG MECHANICS, HG GUNDAM SEED, HG GUNDAM 00, HG GUNPLA BUIDERS, HG UNIVERSAL CENTURY, HG AFTER WAR, HG FUTURE CENTURY, HG Ver.G30th. Dòng HG xx (xx là niên hiệu trong thế giới quan của series Gundam) có đề tài là các MS (Mobile Suit) xuất hiện trong series Gundam hoặc không thuộc series nào hết mà chỉ đơn thuần là kit nhựa được áp dụng kỹ thuật tối tân. Dòng này có nhiều mô hình chưa từng xuất hiện ở các dòng khác.
Phần lớn ý tưởng về kit lập thể của dòng này đều do Katoki Hajime, một nhà thiết kế mô hình trứ danh thực hiện. Dòng này được Katoki triển khai theo hướng đặt nặng tính sưu tập. Năm 2004, lần đầu tiên Bandai phát hành mô hình Gundam có kèm theo giá đỡ được gọi là Action-base và nhận được nhiều ý kiến hưởng ứng nên kể từ đó, các mẫu vốn không cần giá đỡ cũng được phát hành kèm giá đỡ hoặc với hình thức bán rời.
Dòng HG có giá dao động từ 1000~1800¥ en, tỷ lệ 1/144 so với chiều cao mặc định của mẫu trong Anime nên chiều cao của các mẫu không đồng đều nhau và giá cả cũng khác nhau. Chẳng hạn, Psycho Gundam trong Anime cao 40m, mô hình HGUC có chiều cao 28 cm và giá bán là 5.000¥ en, mẫu HGUC Dendrobium mang khẩu pháo có chiều cao gần 1m, giá bán là 28.000¥ en. Ngoài ra còn có loại kit HG U.C HARD GRAPH gồm bản thân Gunpla và các loại vũ khí, Mecha cùng tỷ lệ.

### Dòng kit MG (Master grade)
Dòng này được phát hành nhân kỷ niệm 15 năm Gunpla với sự hợp tác của pro modeller MAX Watanabe, một nhân viên của tạp chí Hobby Japan. Dòng này có tỷ lệ 1/100 và được thực hiện tỉ mỉ, chi tiết hơn dòng HG, có nhiều phiên bản khác nhau của cùng một mẫu. Dòng này cũng xuất hiện nhiều mẫu Gundam chỉ xuất hiện vài giây trong Anime như trường hợp của GM QUEL. Nếu HG là dòng Gunpla có giá trị sưu tập cao và nằm ở vị trí phổ cập, nhiều người mua được thì dòng MG lại thuộc dòng kit cao cấp với giá thành cao. Ban đầu, nhà sản xuất dự định MG sẽ là dòng kit cao cấp nhất, chi tiết nhất nhưng sau khi dòng PG ra đời thì MG đã đánh mất vị trí hàng đầu về chất lượng của mình. Dòng MG này cũng xuất hiện nhiều phiên bản do nhà thiết kế Katoki Hajime thiết kế lại kiểu dáng và chúng được gọi là phiên bản Ka (Ver.Ka) sau tên gọi. Dòng MG cũng có nhiều thương phẩm mà các dòng khác không có, một số kit có bộ khung nhỏ hơn các MS thông thường, không dùng khớp Polycap mà chỉ dùng nhựa ABS để cấu thành nên khớp động của mẫu. Dòng kit MG hướng đến đối tượng chơi từ 15 tuổi trở lên và có giá dao động từ 3000~5000¥ en. Mẫu MG rẻ nhất là Ball Ver.Ka giá 2000¥ en và cao nhất là The 0 với giá 12000¥ en (ngoài ra phải kể đến phiên bản sơn màu kim loại của mẫu Sazabi giá 14000¥ en).
Một số kit MG còn bao gồm cả các mô hình pilot chưa được sơn, và trong một số sự kiện nhất định thì mẫu MG còn có thêm phiên bản nhựa trong (clear kit) hoặc được mạ kim loại với số lượng hạn chế.

### Dòng kit PG (Perfect grade)
Là dòng kit được phát hành trong đợt kỷ niệm 20 năm ngày xuất hiện Gunpla, có tỷ lệ 1/60. Đúng như tên gọi, đây là dòng kit nhựa hoàn hảo nhất trong số các dòng, chi tiết nhất và tỉ mỉ nhất. Cấu tạo bên trong của kit PG phức tạp và đầy đủ hơn so với MG, ngoài ra còn sử dụng nhiều kim loại bên cạnh chất liệu nhựa cũng như sử dụng nhiều chế phẩm điện tử phát quang như đèn LED. PG là dòng kit có cấu tạo phức tạp nhất, vì vậy số part trong một bộ thường lên đến vài trăm. Tuy nhiên, thời gian gần đây thì Bandai cũng đã ứng dụng kỹ thuật sản xuất PG vào trong dòng MG nên dòng này cũng đạt mức độ tương đương với PG, vì vậy ngoài tỷ lệ ra thì khó có thể tìm thấy sự khác biệt giữa MG và PG. Đối tượng của dòng PG là người chơi trên 15 tuổi và có giá từ 5000¥ (en) trở lên. Bộ kit đắt nhất là Wing Gundam Zero (phiên bản Endless Waltz) giá 30000¥ (en).
Thông thường thì PG tập trung vào các mẫu Gundam chính trong các series nổi tiếng và thường được xuất xưởng sau phiên bản MG, tuy nhiên cũng có trường hợp ngoại lệ như 00 Raiser, bản MG lại xuất hiện sau bản PG.
Nhiều mẫu kit PG trong thời gian gần đây có trọng lượng khá nặng để mô hình có thể đứng vững và nhà sản xuất đã đưa ra đối sách là dán thêm miếng đệm cao su vào lòng bàn chân để gia tăng ma sát.

### Dòng kit RG (Real grade)
Dòng này được phát hành nhân kỷ niệm 30 năm Gunpla, có tỷ lệ 1/144 và cấu tạo chi tiết, tỉ mỉ như mẫu vật thật nằm gọn trong lòng bàn tay. Mô hình đầu tiên của dòng này là RX-78-2 được phát hành vào tháng 7 năm 2010. Dòng kit này thừa kế hết những tinh hoa kỹ thuật của hai dòng MG và PG, từng bộ phận được thiết kế sao cho giống mẫu vật thật nhất. Về cấu tạo thì dòng RG gồm một bộ khung xương bên trong và được gắn giáp bên ngoài, không khác gì thiết kế của Gundam trong nguyên tác. Về khớp nối giữa các bộ phận thì RG là dòng có phạm vi cử động lớn nhất trong các dòng kit nhựa. Dòng kit này áp dụng kỹ thuật thành hình đa sắc nên sau khi lắp ráp không cần sơn mà chỉ cần kẻ lằn chìm và sơn phủ (top coat) là hoàn chỉnh.
Về Runner thì dòng RG áp dụng kỹ thuật thành hình Advanced MS Joint vốn được nâng cấp từ kỹ thuật System Injection cũ, các bộ phận (part) gần như được lắp ráp sẵn trên Runner và chỉ cần cắt ra khỏi Runner cũng gần như hoàn thành phần khung xương của mô hình. Cũng chính vì vậy mà khi thao tác sai dẫn đến một bộ phận nhỏ bị hỏng thì người chơi phải mua lại cả phần Runner đó. Phần nhựa giữa Runner và part được gọi là Gate, và đối với dòng RG thì có ba loại Gate là Under Gate, Cavi Gate và Kusabi Gate.
Ngoại trừ Under Gate thì hai loại còn lại đều có diện tích nhỏ hơn Gate của các dòng kit khác nên khi cắt ra khỏi Runner không để lại vết trắng hay vết cắt như đối với các loại khác. Tuy nhiên, vì diện tích tiếp xúc giữa Gate và part nhỏ hơn nên áp lực tác động lên phần này lớn hơn, dễ dẫn đến tình trạng part bị bong một phần do cắt.
Decal của dòng RG tái hiện chi tiết từng chỗ đánh dấu, ký hiệu trên toàn thân Gundam như trong nguyên tác và có trên trăm chỗ để dán. Trong số này có những phần decal tái hiện được ánh kim sáng loáng nên khi dán vào các phần khớp sẽ mang lại hiệu quả như được mạ bằng kim loại. Mô hình đầu tiên trong dòng RG này là RX-78-2 dựa trên mô hình Gundam 1/1 ở hội chợ mô hình Shizuoka, và thông qua việc lựa chọn decal dán, người chơi cũng có thể tái hiện hình ảnh mô hình 1/1 này với kích thước trong lòng bàn tay.

### Dòng kit Chiến sĩ BB
Chiến sĩ BB (BB Senshi) là tên gọi chỉ chung các dòng Musha Gundam và SD Gundam vốn không theo tỷ lệ chuẩn nào. Tuy nhiên trong dòng Chiến sĩ BB thì SD chiếm đa số. SD là kiểu mô hình nhỏ gọn và được thiết kế phần đầu to hơn phần thân với kiểu dáng dễ thương, giản lược nhiều chi tiết và cường điệu hóa các chi tiết nổi bật. So với dòng HG và MG thì dòng này rẻ hơn, giá chừng 500¥ en (ban đầu là 300¥ en) đến 600¥ en nên cấu tạo cũng đơn giản hơn. Tên gọi của dòng này xuất phát từ việc lợi dụng lò xo để đẩy bật đạn BB (viên đạn nhựa tròn) ở các mô hình thế hệ đầu, nhưng chức năng này thường bị lược bỏ ở các dòng BB sau này. Trong hệ Musha Gundam thì kể từ sau series Musha Banchō Fūunroku thì mô hình được thiết kế với hình thể thấp lùn, đầu to chân ngắn. Series Chiến sĩ BB hiện thời là BB Senshi Sangokuden (Chiến sĩ BB Tam quốc truyện) lấy đề tài Tam quốc diễn nghĩa theo bộ Anime cùng tên, trong đó các nhân vật Tam quốc được thể hiện dưới dạng Gundam và các kiểu người máy liên quan.

## Các dòng kit khác

### EX Model
Là dòng kit có đề tài là các loại chiến xa, chiến hạm đóng vai trò phụ trợ trong các series Gundam. Dòng này giá thành rẻ hơn dòng kit resin nhưng đắt tiền hơn các dòng mô hình nhựa thông thường. Tỷ lệ của dòng kit này là 1/144 nhưng đối với các mô hình chiến hạm như Albion, Argama, White Base, Lavien Rose thì lại thống nhất tỷ lệ là 1/1700.

### U.C.Hard Graph
Là dòng kit được phát hành từ năm 2006, đề tài là các loại chiến xa thiết giáp với tỷ lệ 1/35 và tái hiện thế giới quan của các series Gundam. Dòng kit này còn đi kèm với mô hình binh sĩ, hỏa khí, đồ trang bị và một phần MS. Thiết kế của dòng kit này nhắm đến tính thực tế trong tạo hình và cần phải dán một số chỗ khi lắp ráp.

### Gunpla Collection
Là dòng kit được phát hành từ năm 2006, áp dụng kỹ thuật thu nhỏ với tỷ lệ 1/288, một phần khớp được giản lược và dùng snap-fix, khớp tròn (ball joint). Dòng kit này được sản xuất tại Trung Quốc chứ không phải tại Nhật như các dòng khác.

### Speed Grade Collection
Là dòng kit được phát hành từ năm 2007, tỷ lệ 1/200, thành hình đơn sắc nhưng được sơn và dán decal sẵn ngay trên runner. Vì vậy người chơi sẽ không tốn nhiều thời gian để lắp ráp thành mô hình hoàn chỉnh như các dòng kit khác. Dòng kit này có khớp cử động được và gồm bốn loại là RX-78 Gundam, Wing Gundam, Z Gundam và G Gundam.

### Megasize Model
Là sản phẩm được bán ra thị trường vào ngày ngày 6 tháng 3 năm 2010 nhân kỷ niệm 30 năm ngày phát hành Gunpla. Dòng này cho tới nay chỉ có 2 mẫu, một mẫu duy nhất là RX-78 với thiết kế kiểu dáng dựa trên mẫu RX-78 tỷ lệ 1/1 trong GREEN TOKYO Gundam Project. 2 là mẫu RX-0 Unicorn Gundam dựa theo mẫu tượng chuyển động Unicorn Gundam 1/1 trên phố Driver, Nhật Bản nhằm ki niệm 40 năm của Gundam, kit có ti lệ 1/48 và sử dụng kỹ thuật Runner Lock nhằm giản tiện hóa quá trình lắp ráp.

## Những dòng Gunpla đã tuyệt bản
Vì sau khi phát sóng, các dòng Gunpla luôn được tái bản nhiều lần nên nó được đánh giá là không bao giờ bị tuyệt bản. Tuy nhiên, thực tế là có một số dòng kit rơi vào con đường "tuyệt chủng" như liệt kê dưới đây.

### Kit màu
Là dòng kit được thành hình với từng part mang màu sắc khác nhau nằm trong cùng một runner, vì vậy người chơi không cần phải sơn cũng có được một mô hình gần với hình ảnh trong Anime. Dòng này sử dụng kỹ thuật thành hình các part mang màu sắc khác nhau nằm cạnh nhau trong cùng runner và kỹ thuật này sau này tiến hóa thành kỹ thuật System Injection sử dụng nhiều loại nguyên liệu trong giai đoạn thành hình. Các dòng HG và MG sau này đương nhiên sử dụng kỹ thuật thành hình đa sắc, nhưng đương thời đây là dòng đầu tiên áp dụng kỹ thuật này. Dòng này có tỷ lệ 1/250 và tất cả các khớp đều cử động được, khắc phục được nhược điểm là khớp đơ của các dòng kit nhỏ. Dòng này có 4 chủng loại được phát hành là Gundam, Zaku chuyên dụng của Shā, Zaku sản xuất đại trà và Gouf.
Đến thời điểm hiện tại thì dòng kit màu này đã tuyệt bản, nhưng vào tháng 8 năm 2009, nhân dịp kỷ niệm 30 năm Chiến sĩ cơ động Gundam, công ty thực phẩm Nisshin đã hợp tác với Bandai cho ra đời một số kit màu với tỷ lệ 1/380, nhỏ nhất từ trước đến nay và bán ra với số lượng có hạn. Kit này được bán kèm với một loại mỳ cốc của Nisshin trong gói sản phẩm Cup Noddle mini Gunpla Pack. Dòng này cũng gồm 4 chủng loại là RX-78 Gundam, zaku chuyên dụng của Char,Zaku sản xuất đại trà và Dom.
Đến tháng 8 năm 2010, công ty thực phẩm Nisshin lại tiếp tục tung ra thị trường những mẫu Gunpla với tỷ lệ 1/380 với số lượng có hạn và sử dụng nhựa trong. Loại kit này được bán trong gói sản phẩm Cup Noddle Shā chuyên dụng Chiri Tomato mini Gunpla Pack. Hai loại kit do Nisshin phát hành này cùng với dòng kit do Pocky phát hành là một trong những món đồ chơi đi kèm với sản phẩm ăn uống tại Nhật.

### Charater Collection
Là dạng figure của các nhân vật xuất hiện trong series Gundam đầu tiên, tỷ lệ 1/20 và gồm 10 mẫu nhân vật như Amuro, Matilda, Kai.... Giá bán khoảng 100¥ en. Đương thời có nhiều modeller độ lại dòng figure này và nổi tiếng, việc này dẫn đến trào lưu figure nhân vật thịnh hành tại Nhật sau đó. Năm 1998, kỷ niệm 20 năm ngày Gundam ra đời, Bandai tái phát hành dòng figure này với nhựa trong và đi kèm với poster. Các dòng từ MG trở đi sau này cũng tặng kèm figure nhân vật với cùng tỷ lệ.

### Bubble Cast Model
Loại kit này không sử dụng nhựa thông thường mà sử dụng loại nhựa styrol có bọt. Sản phẩm đi kèm với loại keo chuyên dụng để dán styrol khi lắp ráp. Dòng kit này chỉ gồm một mẫu duy nhất là Zaku II.

### Mobile Suit Sengokuden
Là dòng kit lấy đề tài các võ sĩ đạo trong thời kỳ Chiến quốc tại Nhật. Tuy nhiên dòng này không phải SD mà có tỷ lệ 1/144 và áp dụng kỹ thuật MS Joint có từ đời HG RX-78 ban đầu. Dòng này chỉ gồm 3 mẫu là Musha Gundam, Maakutsu và Niu.

### Micro Gundam
Là dòng kit xuất hiện từ năm 1994, áp dụng và phát triển kỹ thuật thành hình đa sắc của dòng kit màu, khớp của dòng này được lắp hoàn chỉnh sẵn ngay trong runner. Vì không bán chạy nên sau đó đã tuyệt bản. Dòng này gồm 3 mẫu chính là Nu Gudam, Gundam, Zaku và một số dị bản của chúng.

### Limit Model
Dòng này được phát hành với số lượng ít vì Bandai đã xác định sẽ không bán được nhiều. Đối với dòng EX Model như kể trên, nhà sản xuất nâng giá bán lên cao để khấu trừ cho khuôn thành hình hư hao còn đối với dòng kit này, Bandai bán với giá thấp vì khuôn đúc được làm đơn giản. Giá bán dòng này tương đương với những dòng kit nhựa khác nhưng cử động hạn chế, kit gồm nhiều loại nhựa đặc thù như styrol phát bọt nên part khá dày. Sau khi biến hình, cử động cũng dễ phát sinh vết lõm, cong trên sản phẩm. Đối với dòng này, để có được hình mẫu như trong Anime thì người chơi phải tự sơn lấy.

## Nguyên liệu làm Gunpla
Nguyên liệu cơ bản cấu thành nên một mô hình Gunpla là nhựa Polystyrene (PS), và phần lớn những nơi tiếp nhận khớp của mô hình cũng như những phần vũ trang được làm từ nhựa Polyethylene (PE), đây là những nơi cần tính bền dẻo rất cao. Những phần nhựa PE này còn được gọi là Polycap (PC).
Nhiều mô hình Gunpla cũng dùng hình thức dán decal, seal để thể hiện chi tiết, ký hiệu máy móc thay cho việc sơn phết. Các mẫu kit MG, PG và một phần HG sử dụng nhựa ABS (Acrylonitrin butadien styren) trong khung xương của mô hình và những phần khớp chịu lực.
Ngoài ra, các loại kit cao cấp từ MG trở lên và một phần kit HG sử dụng các loại vật liệu đặc thù như kim loại cho những phần chịu lực hay những phần cần đối trọng, nhựa TPE, PET, đèn diode cho những phần phát quang,...

## Khuôn đúc Gunpla
Đối với dòng kit MG và PG thì rất hay có việc sử dụng chung khuôn thành hình để đúc ra những phiên bản kit khác nhau. Chẳng hạn như trường hợp của Aile Strike Gundam và Strike Rouge Gundam, hai mô hình này sử dụng cùng một khuôn thành hình và chỉ là phiên bản khác màu của nhau mà thôi. Trường hợp khác như Wing Gundam Zero (bản Endless Waltz) và Wing Gundam Ver.Ka có những phần runner giống nhau và có thể thay thế part cho nhau.
Việc sử dụng chung khuôn thành hình để đúc ra những sản phẩm khác nhau không phải là đặc trưng riêng của Gunpla mà còn thấy ở các loại mô hình khác. Một lý do của việc này là do chi phí chế tác khuôn thành hình cho Gunpla rất cao. Đối với một mẫu kit phổ thông thì việc tạo khuôn có thể tốn vài chục triệu en cho một kit, đối với những kit quy mô hơn thì số tiền này có thể lên đến cả tỷ en cho một khuôn đúc. Đối với dòng kit cũ ngày trước thì người ta dùng khuôn đúc bằng gỗ, còn ngày nay người ta thiết kế mô hình chính xác bằng Auto Cad, sau đó đúc thử nghiệm với phương pháp Rapid Protyping nên mô hình ngày càng chính xác nghiêm mật hơn, nhưng chi phí nhân công và chi phí thiết kế cũng như thời gian thì gần như không hề thay đổi.
Kỹ thuật chế tác khuôn đúc của Bandai được phát triển kể từ khi Bandai mua lại khuôn đúc và nhà xưởng của Imai Kagaku (tỉnh Shizuoka), một công ty sản xuất mô hình phá sản vào năm 1969. Trong bối cảnh nhiều loại mô hình khác được chuyển cứ điểm sản xuất ra bên ngoài Nhật Bản, đến những nơi như Trung Quốc thì riêng Gunpla vẫn giữ căn cứ địa là Nhật Bản. Trong các poster quảng cáo và hộp đựng mô hình Gunpla, Bandai luôn nhấn mạnh yếu tố "MADE IN JAPAN" như là một phương châm về chất lượng.
Năm 2006, nhà xưởng sản xuất Gunpla của Bandai ở tỉnh Shizuoka chuyển địa điểm từ quận Shimizu sang quận Aoi và bắt đầu hoạt động với cái tên Bandai Hobby Center. Toàn thể cấu trúc của nhà xưởng cũng như đồng phục của nhân viên đều được thiết kế theo motif của Liên bang Địa cầu trong series Gundam. Nơi này cũng mở cửa đón nhận khách đến tham quan.

### Các sự cố liên quan đến Gunpla
Tại Nhật, đã từng có thời kỳ trào lưu độ mô hình Gunpla rất thịnh hành. Trong đó có phong trào dùng lửa đốt hay dùng kim nung nóng để tạo cho mô hình Gundam vẻ bề ngoài hư hại như sau khi chiến đấu. Việc này dẫn đến nhiều vụ hoả hoạn vì bắt lửa với keo dán, hoá chất sơn mô hình. Trong thời gian cực thịnh của mình, từ tháng 3 đến tháng 5 năm 1982, cục chữa cháy Tōkyō đã xác nhận có 5 vụ hoả hoạn liên quan đến Gunpla và trong đó có vụ thiêu rụi và tử thương.
Gunpla đã trở thành một hiện tượng xã hội tại Nhật, nó còn là món đồ bán kèm của nhiều loại thương phẩm khác nhau.

### Các tác phẩm Manga có đề tài về Gunpla
Kể từ khi tạp chí Manga dành cho lứa tuổi nhi đồng là Comic Bonbon cho đăng tải series Manga về Gundam thì trào lưu này nở rộ do sự đón nhận nồng nhiệt của đọc giả. Sau đó tạp chí này còn đăng tải dài kỳ series "Plamo Kyōshirō" với đề tài độ Gunpla để chiến đấu. Hai mẫu Gunpla chính trong Manga cũng đã được dựng thành phiên bản mô hình cấp MG sau khi bộ Manga kết thúc.
Dưới đây là danh sách các bộ Manga có đề tài về Gunpla
- Plamo Kyōshirō
- Shin Plamo Kyōshirō
- Haipā Senshi Gandam Yakyū
- Gunpla Kōshien
- Gunpla Musashi
- Takumi no Gunpla Retsuden